# Sinocyclocheilus donglanensis
Sinocyclocheilus donglanensis er en art strålefinnede fisk i slægten Sinocyclocheilus.